# 约翰·康罗伊
约翰·康罗伊（英語：John Conroy，1928年11月27日—1985年11月9日），英国男子曲棍球运动员。他曾代表英国国家队参加1952年和1956年夏季奥林匹克运动会曲棍球比赛，其中1952年奥运会获得一枚铜牌。